# Sender Kiel
Der NDR-Sender Kiel ist eine Sendeeinrichtung des Norddeutschen Rundfunks für UKW-Rundfunk und DAB+, bis 2004 auch für Mittelwelle und TV.

## Vorgeschichte
Am 7. März 1926 begann der „Nordmarksender“ in Kronshagen am Heischberg seinen Sendebetrieb auf Mittelwelle 1288 kHz mit nur 1,5 kW (später 1292 kHz; 0,3 kW). Die konkurrierende NORAG betrieb zu diesem Zeitpunkt schon seit zwei Jahren einen Mittelwellensender in Hamburg. Bereits 1931 fehlte der Sender Kiel wieder in offiziellen Frequenzlisten.
Nach der „Luzerner Wellenkonferenz von 1933“ zur Festlegung der Frequenzen in Europa ab 15. Januar 1934 war der Kieler Sender im Verbund des damaligen „Großrundfunksendernetzes“ überflüssig. Der „Reichssender Hamburg“ umfasste zwei starke 100-kW-Mittelwellensender (904 kHz).
In der Nachkriegszeit waren infolge des Kopenhagener Wellenplans 1948 in der Britischen Besatzungszone nur sehr geringe Sendeleistungen im Gleichwellennetz zulässig. Erst nach 1950 betrieb der Sender Kiel wieder einen eigenen schwachen MW-Sender (1586 kHz; 5 kW). Diese Frequenz wurde 1966 kurzzeitig auf 1570 kHz verändert. 1970 wurde der Sender auf 827 kHz umgestimmt und die Sendeleistung auf 0,5 kW reduziert. Im Genfer Wellenplan von 1974/75 wurde für dem Sender die Frequenz 612 kHz zugeteilt, welche mit einer maximalen Leistung von 10 kW tagsüber genutzt werden durfte. In den Nachtstunden durfte der Kronshagener Mittelwellensender nach den Konditionen des Genfer Wellenplans nicht betrieben werden, weil er wegen der erhöhten Reichweite von Mittelwellen bei Nacht andere Stationen gestört hätte. Ab dem 23. November 1978 wurde gemäß den Auflagen des Genfer Wellenplan gesendet. 1993 wurde er vom NDR endgültig abgeschaltet.
Stattdessen wurde die Sendeanlage zuletzt von 1998 bis 2004 an den Privatsender „Power 612“ (612 kHz, 10 kW Leistung) vermietet. Auch "Power 612" durfte wegen den Auflagen des Genfer Wellenplans nicht während der Nachtstunden senden. Inzwischen wurde der Mittelwellensender demontiert.

## Sendeanlagen
Der Rundfunksender Kronshagen besteht aktuell aus einem Sendemast:

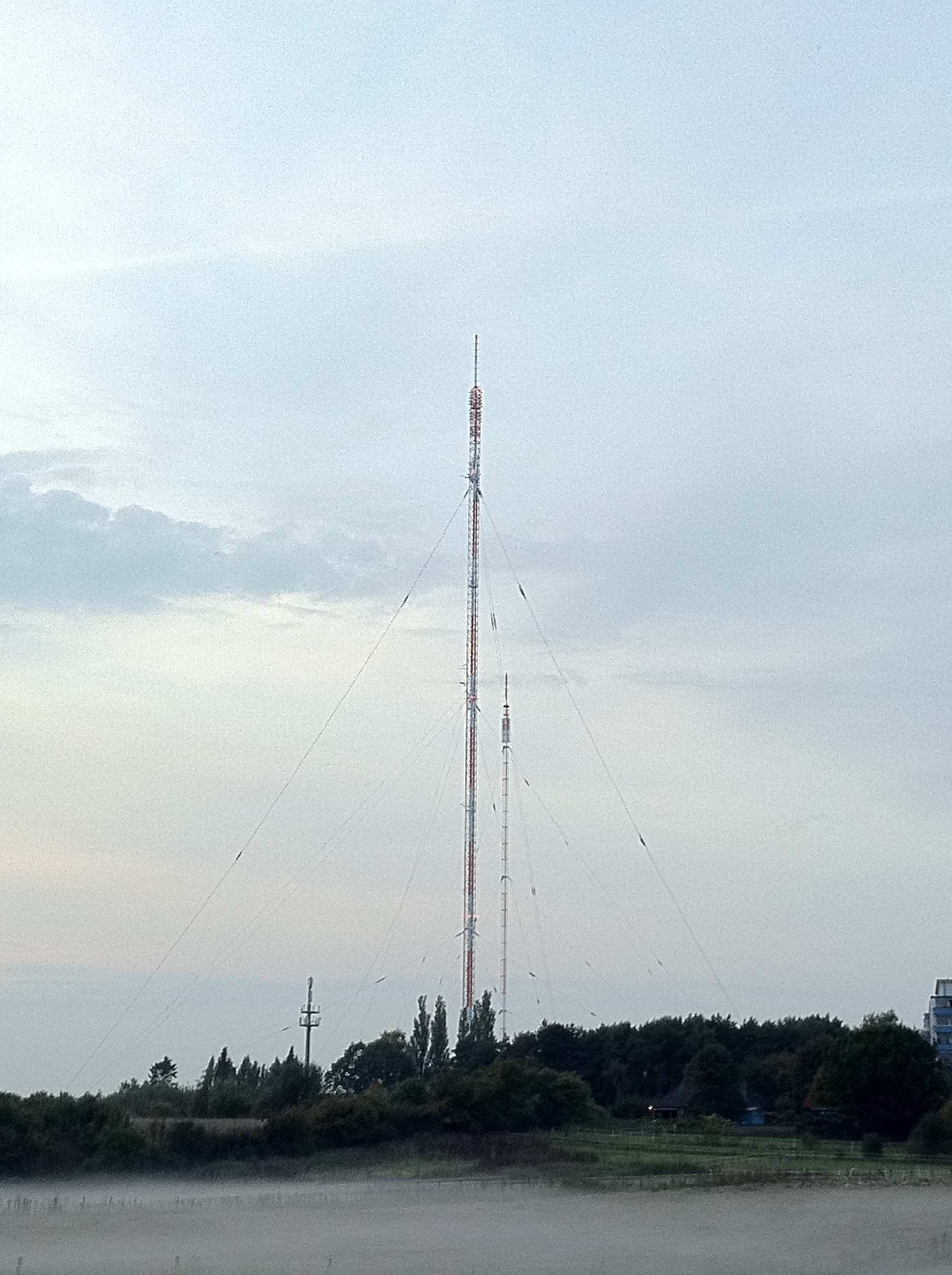
Sender im September 2010

- Ein 191 Meter hoher, geerdeter Stahlfachwerkmast mit quadratischem Querschnitt. Er stand von 1949 bis 1963 auf dem Areal des Senders Billwerder-Moorfleet in Hamburg, wurde 1964 demontiert und in Kronshagen wiedererrichtet.
- Dazu gesellt sich noch ein Mobilfunkturm in Fertigbetonbauweise.

Ein etwa 50 Meter hoher, gegen Erde isolierter Stahlrohrmast, der als Mittelwellen-Reserveantenne diente, wurde im Sommer 2010 abgerissen. Ein 1955 errichteter 104 Meter hoher, gegen Erde isolierter Stahlfachwerkmast, der zuletzt als Reserveantenne für UKW diente und bis 2004 auch ein Mittelwellenprogramm abstrahlte, wurde ab dem 23. Oktober 2012 wegen zu hohen Instandhaltungskosten demontiert.
Zwischen den beiden größten Masten bestand eine Leitungsverbindung. Durch Höhenverschiebung des Koppelseils ließ sich eine optimale Fußpunktimpedanz erzielen, die sich gut auf die Kabelimpedanz transformieren ließ.
Der Rundfunksender Kronshagen diente auch zur Verbreitung von TV bis zur Umstellung auf DVB-T im November 2004. Seitdem wird das Fernsehprogramm für den Raum Kiel nur noch über den Fernmeldeturm Kiel der Deutschen Telekom AG verbreitet.

## Frequenzen und Programme
Wegen des küstennahen Standorts war ein guter Mittelwellen-Empfang in Schleswig-Holstein, Dänemark und Südschweden möglich.

### Analoger Hörfunk (UKW)
| Frequenz (MHz) | Programm         | RDS PS            | RDS PI                | Regionalisierung | ERP (kW) | Antennendiagramm rund (ND)/gerichtet (D) | Polarisation horizontal (H)/vertikal (V) |
| -------------- | ---------------- | ----------------- | --------------------- | ---------------- | -------- | ---------------------------------------- | ---------------------------------------- |
| 91,3           | NDR 1 Welle Nord | NDR_1_KI NDR_1_SH | D4E1 (regional), D3E1 | Kiel             | 15       | ND                                       | H                                        |
| 94,5           | N-Joy            | _N-JOY__          | D385                  | –                | 15       | ND                                       | H                                        |
| 95,7           | NDR Kultur       | NDR_Kult          | D383                  | –                | 1        | ND                                       | H                                        |
| 98,3           | NDR 2            | _NDR_2__          | D382                  | –                | 15       | ND                                       | H                                        |
| 99,7           | NDR Info         | NDR_Info          | D384                  | –                | 1        | ND                                       | H                                        |

### Digitaler Hörfunk (DAB/DAB+)
Bis August 2011 wurden im Kanal 12D folgende Programme im DAB-Modus gesendet:
NDR 1 Welle Nord, NDR 2, NDR Info, NDR Traffic, NDR Musik Plus, DRadio Wissen, Deutschlandradio Kultur und Deutschlandfunk.
Seit November 2011 wird der neue Multiplex des NDR auf Kanal 9C gesendet. Am 5. Oktober 2020 startete der zweite bundesweite Multiplex im Kanal 5D.
| Block                       | Programme | ERP (in kW) | Antennendiagramm rund (ND)/ gerichtet (D) | Gleichwellennetz (SFN) |
| --------------------------- | --- | ----------- | ----------------------------------------- | --- |
| 5A Kiel K5A (D__00420)      | - R.SH (KI) (72 kbps) - delta radio (KI) (72 kbps) - Nordseewelle (72 kbps) - Ostseewelle (KI) (72 kbps) - Radio Bob (SH) (72 kbps) - Radio 21 (KI) (72 kbps) - Radio Hamburg (72 kbps) - Rock Antenne (HH) (72 kbps) - Oldie Antenne (72 kbps) - Radio Wellenrausch (72 kbps) - Star FM Maximum Rock (72 kbps) - Kiel FM (72 kbps) | 2           | D                                         | Hennstedt (Itzehoe) (Wechsel auf Kanal 8C Heide oder Abschaltung geplant) Kiel-Kronshagen (Wechsel auf Kanal 6B geplant) Neumünster/Armstedt (sendet bereits auf Kanal 6B) |
| 5C DRDeutschland (D__00188) | DAB+ Block der Media Broadcast: - Absolut relax (72 kbps) - Dlf (104 kbps) - Dlf Kultur (112 kbps) - Dlf Nova (104 kbps) - DRadio DokDeb (48 kbps) - Energy Digital (72 kbps) - ERF Plus (64 kbps) - Klassik Radio (72 kbps) - Radio Bob (72 kbps) - Radio Horeb (48 kbps) - Radio Schlagerparadies (64 kbps) - Schwarzwaldradio (64 kbps) - sunshine live (72 kbps) - DRadio Daten (32 kbps Daten) - EPG Deutschland (16 kbps Daten) - TPEG (16 kbps Daten) - TPEG_MM (16 kbps Daten) | 10          | ND                                        | - Baden-Württemberg: Aalen, Baden-Baden (Fremersberg), Bad Mergentheim, Blauen, Brandenkopf, Donaueschingen, Feldberg im Schwarzwald, Freiburg (Vogtsburg-Totenkopf), Geislingen (Oberböhringen), Großerlach (Hohe Brach), Heidelberg (Königstuhl), Heilbronn (Schweinsberg), Hochrhein (Rickenbach), Hornisgrinde, Pforzheim (Schömberg-Langenbrand), Raichberg, Ravensburg (Höchsten), Reutlingen, Stuttgart (Frauenkopf), Ulm (Kuhberg) - Bayern: Amberg (Hirschau), Aschaffenburg (Pfaffenberg), Augsburg (Hotelturm), Bad Tölz (Gaißach), Balderschwang, Bamberg (Geisberg), Büttelberg, Brotjacklriegel, Dillberg, Grünten, Herzogstand, Hochberg (Traunstein), Hoher Bogen, Inntal (Ebbs), Ingolstadt (Gelbelsee), Kreuzberg/Rhön, Landshut (Altdorf), München (Olympiaturm), Nennslingen (Büchelberg), Nürnberg, Oberammergau, Ochsenkopf, Passau, Pfänder, Pfaffenhofen, Pfarrkirchen, Pfronten, Regensburg (Hohe Linie), Unterringingen, Untersberg, Wendelstein (Bayrischzell), Würzburg (Frankenwarte) - Berlin: Berlin (Alexanderplatz), Berlin (Scholzplatz) - Brandenburg: Bad Belzig, Booßen, Brandenburg/Havel, Calau, Casekow, Cottbus, Eberswalde (geplant), Eisenhüttenstadt, Neuruppin (geplant), Petkus, Pritzwalk, Templin - Bremen: Bremen (Walle), Bremerhaven-Schiffdorf - Hamburg: Hamburg (Moorfleet), Hamburg (Heinrich-Hertz-Turm) - Hessen: Bad Hersfeld (Rimberg), Biedenkopf (Sackpfeife), Fulda (Hummelskopf), Frankfurt (Europaturm), Gelnhausen (Schnepfenkopf), Gießen (Dünsberg), Großer Feldberg, Hardberg, Hohe Wurzel, Hoher Meißner, Kassel (Habichtswald), Mainz-Kastel - Mecklenburg-Vorpommern: Garz (Rügen), Güstrow, Malchin, Neubrandenburg-Süd, Neustrelitz (geplant), Rostock (Toitenwinkel), Röbel, Schwerin (Zippendorf-Gr.Dreesch), Torgelow, Wismar/Rüggow, Züssow - Niedersachsen: Aurich-Popens, Braunschweig (Broitzem), Braunschweig (Drachenberg), Cuxhaven-Stadt, Dannenberg, Göttingen (Bovenden-Osterberg), Hannover (Telemax), Lingen, Lüneburg-Neu Wendhausen, Molbergen-Peheim, Osnabrück (Bramsche-Schleptruper Egge), Hildesheim (Sibbesse), Steinkimmen, Uelzen, Visselhövede, Wilhelmshaven - Nordrhein-Westfalen: Aachen (Karlshöhe), Bergneustadt-Wiedenest (R), Bielefeld (Hünenburg), Bonn (Venusberg), Dortmund (Florianturm), Düsseldorf (Rheinturm), Eggegebirge, Herscheid, Hochsauerland (Hunau), Hürtgenwald-Großhau, Köln (Colonius), Langenberg, Lügde-Rischenau (Köterberg), Meschede (geplant), Minden (Jakobsberg), Münster (Fernmeldeturm), Schöppingen, Siegen-Süd, Wesel - Rheinland-Pfalz: Bad Kreuznach (Schanzenkopf), Bad Marienberg (Westerwald), Bornberg, Daun (Eifel), Edenkoben (Kalmit), Heckenbach-Schöneberg (Ahrweiler), Haardtkopf (geplant), Idar-Oberstein, Kaiserslautern, Kettrichhof, Koblenz (Kühkopf), Schnee-Eifel (geplant), Trier (Petrisberg) - Saarland: Merzig-Merchingen, Saarbrücken (Schoksberg) - Sachsen: Chemnitz, Dresden, Geyer, Leipzig, Löbau, Neustadt, Niederschöna (geplant), Oschatz, Schöneck, Zwickau Ost - Sachsen-Anhalt: Brocken, Burg, Dequede, Petersberg, Pettstädt (Weißenfels), Schneidlingen, Wittenberg - Schleswig-Holstein: Bungsberg, Bredstedt (geplant), Flensburg, Garding (geplant), Heide, Helgoland, Hennstedt, Itzehoe (geplant), Kiel (Kronshagen), Lübeck (Stockelsdorf), Schleswig, Niebüll (Süderlügum), Westerland (Sylt) - Thüringen: Bleßberg (Sonneberg), Erfurt-Hochheim, Gera, Inselsberg, Jena (Oßmaritz), Kulpenberg, Lobenstein (Sieglitzberg), Saalfeld (Remda), Weimar (Ettersberg) |
| 5D Antenne DE (D__00364)    | DAB-Block von Antenne Deutschland: - 80s80s (72 kbps) - 90s90s (72 kbps) - Absolut Bella (72 kbps) - Absolut Germany (72 kbps) - Absolut HOT (72 kbps) - Absolut Oldie (72 kbps) - Absolut TOP (72 kbps) - AIDAradio (72 kbps) - Ballermann Radio (72 kbps) - Beats Radio (72 kbps) - Brillux Radio (72 kbps) - Nostalgie (72 kbps) - Oldie Antenne (72 kbps) - RTL Radio (72 kbps) - Rock Antenne (72 kbps) - Toggo Radio (72 kbps)                                                   | 5           | ND                                        | - Bayern: Amberg (Hirschau), Bamberg (Geisberg), Ingolstadt (Gelbelsee), Kreuzberg/Rhön, Nürnberg, Ochsenkopf, Pfaffenhofen, Regensburg (Hohe Linie), Würzburg (Frankenwarte) - Berlin: Berlin (Alexanderplatz), Berlin (Scholzplatz) - Brandenburg: Casekow, Cottbus, Pritzwalk - Bremen: Bremen (Walle) - Hamburg: Hamburg (Heinrich-Hertz-Turm) - Mecklenburg-Vorpommern: Rostock (Toitenwinkel), Schwerin (Zippendorf-Gr.Dreesch), Züssow - Niedersachsen: Braunschweig (Broitzem), Cuxhaven-Stadt, Göttingen (Bovenden-Osterberg), Hannover (Telemax), Hildesheim (Sibbesse/Griesberg), Lüneburg-Neu Wendhausen, Molbergen-Peheim, Osnabrück (Bramsche-Schleptruper Egge), Visselhövede - Nordrhein-Westfalen: Bielefeld (Hünenburg), Minden (Jakobsberg) - Sachsen: Dresden, Geyer, Leipzig, Löbau/Schafberg, Oschatz, Schöneck - Sachsen-Anhalt: Brocken, Burg, Petersberg, Wittenberg - Schleswig-Holstein: Flensburg, Heide, Kiel (Kronshagen), Lübeck (Stockelsdorf) - Thüringen: Erfurt-Hochheim, Gera, Inselsberg, Jena (Oßmaritz), Kulpenberg, Lobenstein (Sieglitzberg), Weimar (Ettersberg) |
| 9C NDR SH9C (D__00242)      | DAB+ Block des Norddeutschen Rundfunks - NDR 1 SH KI (Kiel) (104 kbps) - NDR 2 SH (104 kbps) - NDR Kultur (104 kbps) - NDR Info SH (104 kbps) - N-Joy (104 kbps) - NDR Blue (104 kbps) - NDR Schlager (104 kbps) - NDR Info Spezial (104 kbps) - NDR BWS - NDR TPEG | 8           | D                                         | Bungsberg, Kiel-Kronshagen, Neumünster/Armstedt, Rendsburg Ost |

### Analoger Hörfunk (MW)
Bis zur Abschaltung des Mittelwellensenders im Jahr 2004 wurden folgende Programme übertragen:
| Programmname | ERP   | Frequenz |
| ------------ | ----- | -------- |
| Power 612    | 10 kW | 612 kHz  |

### Digitales Fernsehen (DVB-T2)
Die DVB-T2-Ausstrahlungen im Gleichwellenbetrieb (Single Frequency Network) mit anderen Standorten.
| Kanal | Frequenz (MHz) | Multiplex                                   | Programme im Multiplex | ERP (kW) | Sendediagramm rund (ND)/ gerichtet (D) | Polarisation horizontal (H)/ vertikal (V) | Modulations- verfahren | FEC | Guard- intervall | Bitrate (MBit/s) | SFN                                                 |
| ----- | -------------- | ------------------------------------------- | --- | -------- | -------------------------------------- | ----------------------------------------- | ---------------------- | --- | ---------------- | ---------------- | --------------------------------------------------- |
| 21    | 474            | Gemischter Multiplex von ZDF und Freenet TV | - ZDF HD - 3sat HD - KiKa HD - ZDFneo HD - ZDFinfo HD - Freenet TV connect (HbbTV-Dienst mit mehreren Streams) | 20       | ND                                     | H                                         | 64-QAM (16-k-Modus)    | 3/5 | 19/128           | 22               | Fernmeldeturm Kiel (Kronshagen), Fernmeldeturm Kiel |
| 27    | 522            | Freenet TV                                  | - RTL HD (Hamburg/Schleswig-Holstein) - RTL Zwei HD - Super RTL HD - Vox HD - n-tv HD - Nitro HD - Tele 5 HD | 20       | ND                                     | H                                         | 64-QAM (32-k-Modus)    | 2/3 | 1/16             | 27,6             | Fernmeldeturm Kiel (Kronshagen), Fernmeldeturm Kiel |
| 28    | 530            | Freenet TV                                  | - ProSieben HD - Sat.1 HD (Hamburg/Schleswig-Holstein) - Kabel Eins HD - ProSieben Maxx HD - Sat.1 Gold HD - Sixx HD - Sport1 HD                                                                                                 | 20       | ND                                     | H                                         | 64-QAM (32-k-Modus)    | 2/3 | 1/16             | 27,6             | Fernmeldeturm Kiel (Kronshagen), Fernmeldeturm Kiel |
| 39    | 618            | ARD regional (NDR)                          | - NDR Fernsehen HD (Schleswig-Holstein) - WDR Fernsehen (Köln) HD / NDR HD (Niedersachsen) (zeitw.) - SWR Fernsehen BW HD / NDR HD (MV)(zeitw.) - MDR Fernsehen (Sachsen-Anhalt) HD - BR Fernsehen Süd HD / NDR HD (HH) (zeitw.) | 50       | ND                                     | H                                         | 64-QAM (16-k-Modus)    | 1/2 | 19/128           | 18,2             | Fernmeldeturm Kiel (Kronshagen), Fernmeldeturm Kiel |
| 45    | 666            | Freenet TV                                  | - Welt HD - DMAX HD - Eurosport 1 HD - Disney Channel HD - Nickelodeon HD / CC +1 HD - VOXup HD - Bibel TV (FTA) - QVC (FTA) - QVC Zwei (FTA) - HSE (FTA) - 123tv (FTA) - Shop LC (FTA)                                          | 20       | ND                                     | H                                         | 64-QAM (32-k-Modus)    | 2/3 | 1/16             | 27,6             | Fernmeldeturm Kiel (Kronshagen), Fernmeldeturm Kiel |
| 47    | 682            | ARD Digital                                 | - Das Erste HD - Phoenix HD - Arte HD - Tagesschau24 HD - One HD | 50       | ND                                     | H                                         | 64-QAM (16-k-Modus)    | 1/2 | 19/128           | 18,2             | Fernmeldeturm Kiel (Kronshagen), Fernmeldeturm Kiel |

bis zum 25. April 2017 ist folgender DVB-T-Nachlauf zu empfangen:
| Kanal | Frequenz (MHz) | Multiplex       | Programme im Multiplex                                                           | ERP (kW) | Sendediagramm rund (ND)/ gerichtet (D) | Polarisation horizontal (H)/ vertikal (V) | Modulations- verfahren | FEC | Guard- intervall | Bitrate (MBit/s) | SFN                                                 |
| ----- | -------------- | --------------- | -------------------------------------------------------------------------------- | -------- | -------------------------------------- | ----------------------------------------- | ---------------------- | --- | ---------------- | ---------------- | --------------------------------------------------- |
| 57    | 762            | NDR (DVB-T alt) | - Das Erste - NDR Fernsehen (Schleswig-Holstein) - NDR Fernsehen (Hamburg) - ZDF | 20       | ND                                     | H                                         | 16-QAM (8-k-Modus)     | 2/3 | 1/4              | 13,27            | Fernmeldeturm Kiel (Kronshagen), Fernmeldeturm Kiel |

### Digitales Fernsehen (DVB-T)
Bis zum Wechsel auf DVB-T2 am 29. März 2017 liefen die DVB-T-Ausstrahlungen im Gleichwellenbetrieb (Single Frequency Network) mit anderen Standorten.
ehemaliges Angebot:
| Kanal | Frequenz (MHz) | Multiplex                                       | Programme im Multiplex | ERP (kW) | Sendediagramm rund (ND)/ gerichtet (D) | Polarisation horizontal (H)/ vertikal (V) | Modulations- verfahren | FEC | Guard- intervall | Bitrate (MBit/s) | SFN                                                 |
| ----- | -------------- | ----------------------------------------------- | --- | -------- | -------------------------------------- | ----------------------------------------- | ---------------------- | --- | ---------------- | ---------------- | --------------------------------------------------- |
| 21    | 474            | ZDFmobil                                        | - ZDF - 3sat - KiKA (06–21:00 Uhr)/ZDFneo (21–06:00 Uhr) - ZDFinfo | 32       | ND                                     | H                                         | 16-QAM (8-k-Modus)     | 2/3 | 1/4              | 13,27            | Fernmeldeturm Kiel (Kronshagen), Fernmeldeturm Kiel |
| 35    | 586            | ProSiebenSat.1 Media Hamburg/Schleswig-Holstein | - ProSieben - Sat.1 (Hamburg/Schleswig-Holstein) - Kabel Eins - N24 | 50       | ND                                     | H                                         | 16-QAM (8-k-Modus)     | 2/3 | 1/4              | 13,27            | Fernmeldeturm Kiel (Kronshagen), Fernmeldeturm Kiel |
| 39    | 618            | ARD regional (NDR)                              | - NDR Fernsehen (Schleswig-Holstein) - WDR Fernsehen (Köln) / NDR (Niedersachsen) (zeitw.) - MDR Fernsehen (Sachsen-Anhalt) / NDR (MV) (zeitw.) - Bayerisches Fernsehen (Schwaben/Altbayern) / NDR (HH) (zeitw.) | 50       | ND                                     | H                                         | 16-QAM (8-k-Modus)     | 2/3 | 1/4              | 13,27            | Fernmeldeturm Kiel (Kronshagen), Fernmeldeturm Kiel |
| 45    | 666            | RTL Group Hamburg/Schleswig-Holstein            | - RTL (Hamburg/Schleswig-Holstein) - RTL II - Super RTL - Vox | 50       | ND                                     | H                                         | 16-QAM (8-k-Modus)     | 2/3 | 1/4              | 13,27            | Fernmeldeturm Kiel (Kronshagen), Fernmeldeturm Kiel |
| 47    | 682            | ARD Digital (NDR)                               | - Das Erste - Phoenix - Arte - Tagesschau24 | 40       | ND                                     | H                                         | 16-QAM (8-k-Modus)     | 2/3 | 1/4              | 13,27            | Fernmeldeturm Kiel (Kronshagen), Fernmeldeturm Kiel |
| 57    | 762            | Gemischt Privat Schleswig-Holstein              | - Sixx - Tele 5 - Disney Channel - ProSieben Maxx - Multithek (HbbTV-Dienst mit mehreren Streams) | 20       | ND                                     | H                                         | 16-QAM (8-k-Modus)     | 2/3 | 1/4              | 13,27            | Fernmeldeturm Kiel (Kronshagen), Fernmeldeturm Kiel |

### Analoges Fernsehen (PAL)
Bis November 2004 wurden folgende Programme in der PAL-Norm übertragen:
| Kanal | Frequenz (MHz) | Programm        | ERP (kW) | Sendediagramm rund (ND)/ gerichtet (D) | Polarisation horizontal (H)/ vertikal (V) |
| ----- | -------------- | --------------- | -------- | -------------------------------------- | ----------------------------------------- |
| 5     | 175,25         | Das Erste (NDR) | 12       | D                                      | H                                         |

Seit der Umstellung der Fernsehbetriebs auf DVB-T werden die Programme in der Region Kiel vom Fernmeldeturm Kiel ausgestrahlt.